# Cavallano
Cavallano è una frazione del comune italiano di Casole d'Elsa, nella provincia di Siena, in Toscana.
Gemellaggi:
•🇮🇹 Disvetro, dal 2025

## Geografia fisica
La frazione di Cavallano è situata a 298 metri d'altitudine, sulle pendici del Poggio alle Forche (380 m), al limite settentrionale del comune di Casole d'Elsa. Il territorio è interessato dalla presenza del borro di Fontelata (3 km), che attraversa il centro abitato, e di vari fossi suoi affluenti minori.
Il centro abitato confina a sud con il nucleo di Il Merlo e la località storica di Pusciano, a est con l'area artigianale di Lucciana, a nord con il territorio comunale di Colle di Val d'Elsa e ad ovest con il comune di Volterra. Cavallano dista da Casole circa 4 km, mentre poco più di 40 km da Siena.

## Storia
Il territorio di Cavallano risulta abitato sin dall'epoca antica, come testimoniano alcuni ritrovamenti archeologici riconducibili alla civiltà etrusca: alcuni di questi reperti sono conservati presso il museo archeologico Ranuccio Bianchi Bandinelli di Colle di Val d'Elsa. A Cavallano è stata inoltre rinvenuta una tomba a pozzetto con corredo di ceramiche etrusco-corinzie, datata tra la fine del VII e gli inizi del VI secolo a.C..
Il borgo di Cavallano sorse in epoca rinascimentale, quando lì venne realizzata un'ampia tenuta. In un atto redatto a Casole il 16 dicembre 1443 si legge di una compravendita di terreni presso la «villa Cavallani curia Casularum» tra «Rachens olim ser Tancredis ser Gucci de Casulis» e «Michaelis olim Bartalomei». Nel 1596 fu invece acquistata da Sabatino e Domenico Schippesi una buona parte della tenuta di Cavallano con due poderi dotati di villa padronale e la casa dei lavoratori.
La tenuta di Cavallano costituiva una borgata dello storico comune di Pusciano, situato in posizione dominante, ed era inserita nella parrocchia di San Michele. Con l'abbandono di Pusciano, il piano di Cavallano fu antropizzato e urbanizzato, a partire dal periodo tra la fine del XIX e gli inizi del XX secolo, incrementando la propria popolazione in seguito ad un significativo fenomeno di immigrazione.

## Monumenti e luoghi d'interesse
A Cavallano si trova la chiesa di San Michele Arcangelo, chiesa parrocchiale della frazione. Ha ereditato il titolo di parrocchia dalla vecchia chiesa di San Michele a Pusciano.